# Guillermo Lasso
Guillermo Lasso, född 16 november 1955 i Guayaquil, Ecuador, är en ecuadoriansk politiker. Sedan maj 2021 är han Ecuadors president.
I maj 2021 blev högerpolitikern och affärsmannen Guillermo Lasso ny president i Ecuador. Han hade utropat sig till segrare i presidentvalet. Lasso fick 53 procent av rösterna och hans motståndare, vänsterkandidaten och ekonomen Andrés Arauz 47 procent. Lasso är också  medlem i den ultrakonservativa katolska organisationen Opus Dei. Lasso ses fram för allt som ex-presidenten Rafael Correas motsats. Correa var själv blockerad från att ställa upp i val efter att hade dömts för korruption.